# Daalder
Daalder è il nome assunto dal tallero nei Paesi Bassi. Corrisponde al daler dei paesi scandinavi ed al dollar dei paesi britannici.
In particolare ebbero questo nome il Rijksdaalder e l'Albertusdaalder (ufficialmente Zilveren dukaat)
Altri daalder sono il Dukaton e lo Zilveren Rijder, il cui nome ufficiale era Rijderdaalder, Zilveren dukaat, Kruidaalder, Patagon. Albertin (o Albertyn)

## Rijksdaalder
Il Rijksdaalder è una moneta olandese. Era un tallero di 29,38 grammi di cui 25,98 di argento fino (ca 884/...) coniato sullo stesso piede del tedesco Reichstaler. Fu coniato per la prima volta nel 1566.
Nel 1659 il nome andò al ducato d'argento dal valore di 2 1/2 Gulden. In questo senso è stato usato in Olanda per la moneta da due fiorini e mezzo fino all'introduzione dell'euro.
Dal Rijksdaalder prende il nome il rixdollar di Ceylon, battuto nell'isola omonima dalla Compagnia Olandese delle Indie Orientali (VOC) durante il XVIII secolo.

## Rijderdaalder
Il rijderdaalder era il nome ufficiale del zilveren rijder, una moneta d'argento coniata nel XVI secolo. Rijder significa cavaliere e il nome è derivato dal fatto che su un lato della moneta era appunto rappresentato un cavaliere.
Il rijderdaalder valeva 3 Gulden e fu emesso dal 1581 al 1585 a Geldern e Frisia,
Lo zilveren rijder era il nome comune del Rijderdaalder ed era anche il nome ufficiale di un Dukaton degli Stati Generali dei Paesi Bassi dal valore di 3 gulden (o 60 stuiver coniato dal 1659 al 1792 con un titolo di 941/1000.